# FK Budućnost Banatski Dvor
FK Budućnost Banatski Dvor je bivši (ugašen) nogometni klub iz mjesta Banatski Dvor, Srbija.
Igrao je na stadionu Mirko Vučurević, koji ima mjesta za 3500 gledatelja (više od populacije Banatskog Dvora).
Najveći uspjeh kluba je finale Kupa Srbije i Crne Gore 2003./04. protiv Crvene zvezde i igranje u kvalifikacijama za Kup UEFA sljedeće sezone.
Godine 2006. se spaja s FK Proleterom iz Zrenjanina u novi klub FK Banat. FK Banat kao domaćin svoje utakmice igra na stadionu Karađorđev park u Zrenjaninu (koji je bio domaći stadion FK Proletera), dok stadion u Banatskom Dvoru služi kao zamjenski stadion.